# Dwór w Szańcu

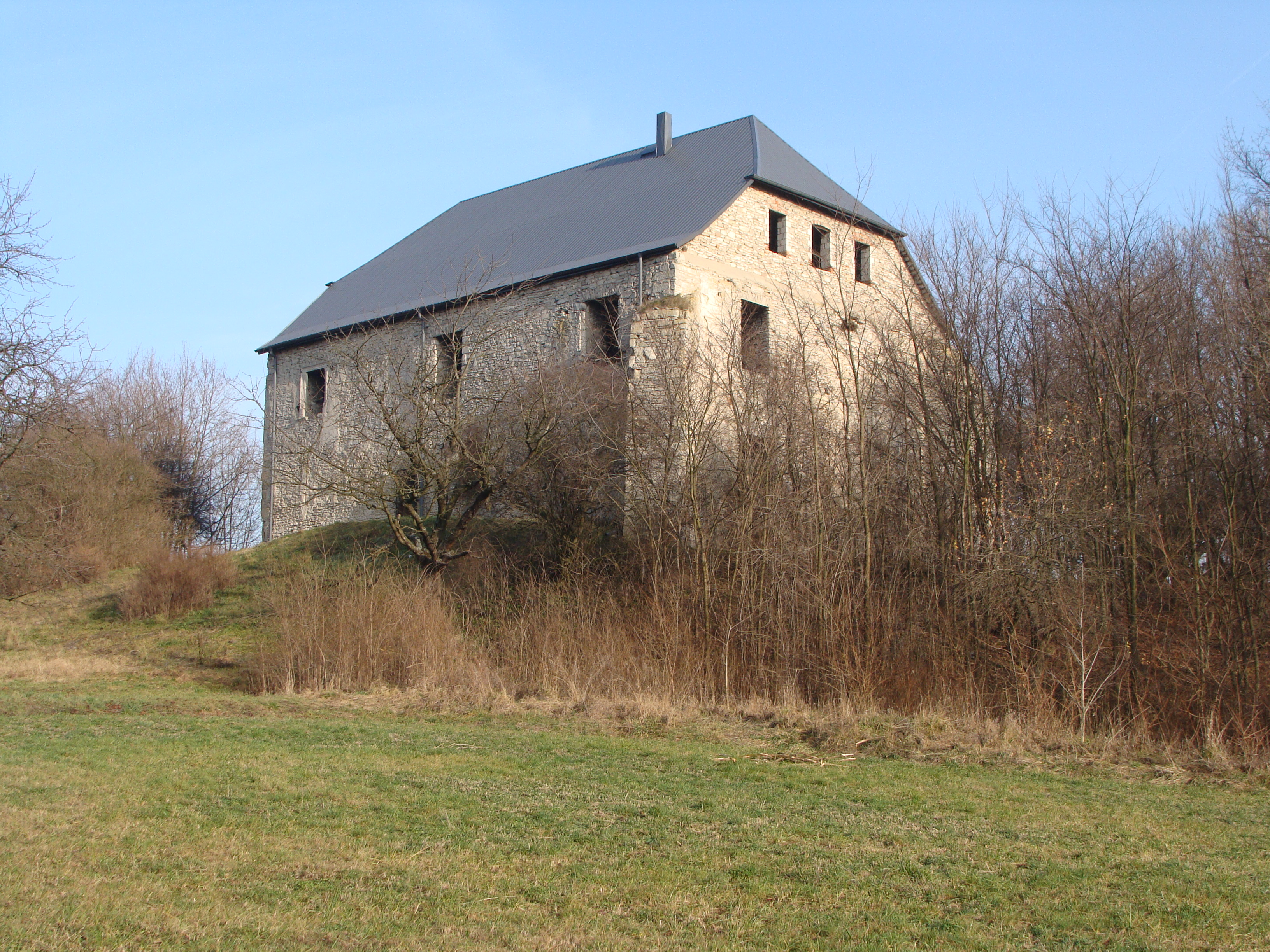
Dwór w Szańcu od strony południowo-zachodniej.

Dwór w Szańcu – murowany dwór z lat 1580–1609 położony w miejscowości Szaniec w powiecie buskim w województwie świętokrzyskim w Polsce.
Obiekt został wpisany do rejestru zabytków nieruchomych województwa świętokrzyskiego.
Dwór renesansowy z wykorzystanymi elementami wcześniejszej gotyckiej budowli obronnej. Obecnie ruina zwana Murowańcem, został zbudowany przez rodzinę Padniewskich, którzy tylko sporadycznie w nim przebywali. Zamieszkiwany był głównie przez dzierżawców lub administratorów, szczególnie kiedy majątek włączono do ordynacji Myszkowskich. W połowie XIX wieku pojawiła się informacja, że w rezydencji mieścił się zbór ariański, jednak opis kościoła i parafii w Szańcu dokonany w 1664 roku przez kurię krakowską, jak również akta synodów różnowierczych zdecydowanie zaprzeczają tej tezie. W budynku (w dwukondygnacyjnych piwnicach, parterze i piętrze) znajdowała się kwadratowa sień, po bokach cztery pomieszczenia. Około 1815 opustoszał, odtąd w ruinie.
Kolejnymi właścicielami dworu po Myszkowskich byli: Wielopolscy, Jan Olrych Szaniecki, Bocheńscy, baron Emil Rayski i Nowakowscy. Jan Olrlych-Szaniecki przed 1831, nieopodal istniejących ruin dworu, zbudował nowy podpiwniczony budynek parterowy, pokryty gontem i liczący osiem pokoi. Pozostały jednak po nim tylko fundamenty. Od 1985 dwór jest remontowany przez osobę prywatną.